# Enemies (Zvezdna vrata SG-1)
S tem, ko Tanith pobegne ekipi SG-1, on o tem obvesti Apofisa, ki proti Vorashu pošlje floto matičnih ladij. Samanta Carter in njen oče pa medtem ugotovita, da se ponuja izvrstna priložnost, se Tok'ra sesuje Apofisovo floto. Z matično ladjo nameravajo v sonce vreči aktivirana vrata, ki so povezana s planetom, ki ga požira črna luknja. Toda načrte jim malo pokvari izvidniški bombnik, ki na njihovi matični ladji onesposobi orožje in hiperpogon, vendar tudi sam utrpi nekaj poškodb. tako se O'Neil in Teal'c odločita, da ga s sejalcem smrti uničita, vendar jima le-ta pobegne proti Vorashu, od koder naj bi rešil Tanitha. Teal'c razstreli bombnik malo preden le-ta pristane, vendar tudi sam z O'Neilom na krovu strmoglavi. To Tanith izkoristi in ko mu Apofis pošlje dve jaffi, ki bi ga naj spremila na ladjo, postavi zasedo. Medtem pa Carterjeva in njen oče popravita ladjo, in gresta rešiti Teal'ca in O'Neilla. Ta dva med tem iščeta obroče in s tem uspe Tanithu zajeti nezavestnega Teal'ca, ki ga Apofis podvrže strahotnemu mučenju in pranju možganov. S tem Apofis »reprogamira« Teal'ca, zaradi česar je le-ta popolnoma prepričan, da je Apofis Bog.